# قرار مجلس الأمن التابع للأمم المتحدة رقم 725
قرار مجلس الأمن التابع للأمم المتحدة رقم 725، اتخذ بالإجماع في 31 كانون الأول / ديسمبر 1991، بعد التذكير بالقرارات 621 (1988) و 658 (1990) و 690 (1991)، وإذ أشار تقرير الأمين العام عن الحالة في الصحراء الغربية، رحّب المجلس بالتقرير الذي يدعم جهوده وجهود منظمة الوحدة الأفريقية في المنطقة.
وأشار التقرير إلى بطء التقدم في تنفيذ القرارات السابقة خاصة فيما يتعلق بتنظيم الاستفتاء في الصحراء الغربية. اعترف كلا الطرفين بخطة التسوية على الرغم من بعض الاختلافات، ولكن تم انتهاك وقف إطلاق النار غير الرسمي واندلاع الأعمال العدائية. وذكر أيضا أن وجود بعثة الأمم المتحدة للاستفتاء في الصحراء الغربية أدى إلى تهدئة التوترات إلى حد كبير، وسيكون هناك تأخير لمزيد من المشاورات بشأن تسوية هذه المسألة. بعض أعضاء المجلس، مثل الولايات المتحدة، لم يشعروا بالتقرير وتوصياته، مثل أهلية الناخبين، عكس ما كانت الأطراف قد اتفقت عليه من قبل، وبالتالي فإن القرار 725 «رحب» لكنه لم «يوافق» على تقريره.

## روابط خارجية
- نص القرار في undocs.org